# Дубровский, Константин Васильевич
Константи́н Васи́льевич Дубро́вский (1848—1915) — русский педагог-физик, заведующий Педагогическим музеем военно-учебных заведений. Действительный статский советник.

## Биография
Родился 10 мая 1848 года[по какому календарю?]. По окончании гимназии поступил в духовную семинарию, но, не закончив её, продолжил образование на естественном отделении физико-математического факультета Санкт-Петербургского университета.
С 1872 года сорок лет преподавал физику и космографию в учительской семинарии. В реальных классах 7-й гимназии, уже преобразованной в реальное училище, в течение года (с 01.08.1873 по 01.08.1874) преподавал естественную историю, где его учеником был Н. С. Дрентельн, отмечавший, что преподавание Дубровского отличалось большой живостью и подъёмом. Преподавал он также в Литейной женской гимназии.
С 1903 года К. В. Дубровский был помощником наблюдателя церковно-приходских школ, заведующим Педагогическим музеем военно-учебных заведений, инспектором школ Технического общества; 6 мая 1904 года был произведён в действительные статские советники. Был награждён орденами Св. Анны 2-й ст. (1883), Св. Владимира 3-й ст. (1897), орденом Св. Станислава 1-й ст. (1911).
Ведущим принципом преподавания физики он считал самостоятельность учащихся в наблюдении и экспериментировании. Поэтому важную роль отводил физической лаборатории. Им была создана коллекция самодельных физических приборов, которая была представлена в 1880 году Педагогическому музею военно-учебных заведений: «Общедоступные физические приборы. Доклад, внесенный на постоянную комис. Педагогич. музея» (Санкт-Петербург: тип. В. С. Балашева, 1881; 2-е изд. — 1883). Его коллекция экспонировалась: в 1880 году на выставке Международного педагогического конгресса в Брюсселе (1880), на Всероссийской художественно-промышленной выставке в Москве (1882), Всемирной выставке в память Колумба в Чикаго (1892), на выставках в Нижнем Новгороде (1896) и Петербурге (1904); неизменно отмечалась дипломами. Значительная часть коллекции Дубровского находилась впоследствии на кафедре методики обучения физике ЛГПИ им. А. И. Герцена. Дубровский создавал к своим приборам и подробные методические описания для учителей. Выступая на учительских курсах в разных городах и губерниях России, он организовывал практикумы по изготовлению самодельных приборов.
Неоднократно переиздавалась книга Дубровского «Простые физические приборы и наглядные пособия по космографии»: 3-е доп. изд. — СПб.: Синод. тип., 1910. — [4], 110 с., 250 ил.; 4-е (посмертное) изд. / ред. Н. С. Дрентельн. — М.: Задруга, [1917]. — [4], 144 с., 238 ил.; 6-е проверенное изд. / под. ред. П. Албычева. — М.: Центр. ком. Всерос. проф. союза рабочих и служащих железнодорожного транспорта, 1920.
В 1912 году вышел в отставку. Умер 13 июля 1915 года[по какому календарю?].